# Marcelo Boasso
Marcello Boasso (n. Turín, 16 de enero de 1902 - El Palomar, Argentina, 17 de febrero de 1960), pianista y compositor italiano, que fue conocido en toda Sudamérica con el nombre de Príncipe Kalender.

## Estudios
A muy temprana edad ingresó en el Bachillerato Musical Turinés, estudiando con Federico Bufaletti, y siendo adolescente se graduó en piano; continuando luego el estudio por cinco años en Berlín bajo la guía del gran pianista, compositor y director de orquesta Ferruccio Busoni. 

## Trayectoria
Logró ser un valioso concertista, digno discípulo de su maestro, consiguiendo en 1921 un clamoroso éxito en seis conciertos desarrollados en la berlinesa "Sing-Akademie". Desde entonces este éxito se repitió en muchas ciudades de Alemania, en París, Londres y en otros lugares. En la temporada 1922-23 dio 65 conciertos en la Argentina, pasando después de Buenos Aires a La Habana. En los años 1925 y 26 viajó a los Estados Unidos, también presentándose muchas veces con acompañamiento orquestal. 
Efectuó en 1928-29 una gran gira nacional por gran parte de Italia, los conciertos tuvieron comienzo en el Teatro Massimo de Palermo y Marcello Boasso los desarrolló por toda Italia sobre un camión equipado con un gran piano construido por una importante fábrica italiana.
Compuso música para piano que ejecutaba en sus propios conciertos, aunque muchas de sus piezas permanecen inéditas hasta ahora. Entre sus obras más conocidas figuran algunos valses: Del recuerdo, Apasionado, Un clavel en la pampa y otros, así como poemas, serenatas, preludios, nocturnos, boleros, etc. 
Emigró a la Argentina llegando al puerto de Buenos Aires a bordo del buque "Giovanna C" el 11 de marzo de 1938, con su esposa e hija. Falleció en la ciudad de El Palomar en 1960.

## Libros y publicaciones
- Boasso Marcelo, Himno del colegio Nuestra Señora del Rosario, música impresa, Rosario (Prov. de Santa Fe), Casa Romano Fecha de edición: 1939.
- Boasso Marcello, La storia l'è bella, Liriche piemontesi per canto e Pianoforte Torino, Lit. Mus. fecha de edición: 1927.
- Marcello Boasso: 8 Liriche Piemontesi per una voce e pianoforte. Edición año 1927.
- Pacòt Pinin (Giuseppe Pacotto), Arssivoli/con ne studd Nino Costa e con dla musica 'd Marcello Boasso, Turín, s.n., 1926.

## Repertorio Musical
- Baile de Corte en Versailles, Opus 7
- Vals Noble, Opus 8
- Valses, Opus 9 (Vals del Recuerdo (n.º 1), Vals Triste (n.º 2), Vals Brillante (n.º 3), Vals Apasionado (n.º 4), Vals Patético (n.º 5), Vals Romántico (n.º 6), Vals Elegiaco(n.º 7), Vals Nostalgico (n.º 8) y Vals del Olvido (n.º 9)).
- Canto de amor, Opus 10
- Éxtasis, poema para piano, Opus 11 n.º 4
- Serenidad, poema para piano, Opus11 n.º 7
- Preludio en Do menor, Opus 20
- Vals Improptu, Opus 22
- Cuento de amor, Opus 35
- Moto Perpetuo, Opus 36
- Vals para una noche de verano, Opus 44